# Modesto Laza Palacios
Modesto Laza Palacios (Vélez-Málaga, 24 de marzo de 1901 - Málaga, 21 de septiembre de 1981) fue un botánico y farmacéutico español.

## Biografía
Natural de Vélez-Málaga, fue hijo, sobrino y nieto de farmacéuticos. Se trasladó a Málaga al quedar huérfano para vivir con su tío, Enrique Laza Herrera, farmacéutico, investigador y miembro de la Sociedad Malagueña de Ciencias.
En Málaga cursó el bachillerato en el Instituto General y Técnico de Málaga. Posteriormente se trasladaría a Granada para realizar la licenciatura de Farmacia, estudios que terminará en la Universidad de Madrid.
A partir de 1930, comienzan sus investigaciones sobre la flora y la vegetación de las sierras de Tejada y Almijara y sobre los accidentes geográficos de la serranía de Ronda.
Tras proclamarse la Segunda República, presenta su candidatura en las elecciones municipales del 12 de abril de 1931 dentro de las listas del Partido Republicano Radical Socialista de Alejandro Lerroux, en las que resulta elegido concejal. Después de terminada la Guerra Civil, sufre prisión en Burgos durante un breve periodo de tiempo y luego es desterrado a Valladolid. Tras ser puesto en libertad, en 1940 presenta su tesis doctoral en la Universidad de Madrid, cuyo tribunal le concede la calificación de sobresaliente por unanimidad.
Se dedica entonces a gestionar el laboratorio y la farmacia de su tío, retirado voluntariamente por razones de salud. Obstentó el cargo de presidente de la Sociedad Malagueña de Ciencias desde 1963 hasta su fallecimiento en 1981. Elegido académico de número de la Real Academia de Bellas Artes de San Telmo en 1965 y profesor honorario por la Facultad de Farmacia de la Universidad de Granada.
Fue uno de los impulsores de la creación de la Universidad de Málaga, además de uno de los fundadores y presidente del Ateneo. Contribuyó además con numerosas artículos de prensa y diversas gestiones ante el secretario del Consejo Superior de Investigaciones Científicas a la defensa del Jardín Botánico La Concepción frente a la invasión urbanística.

## Obras

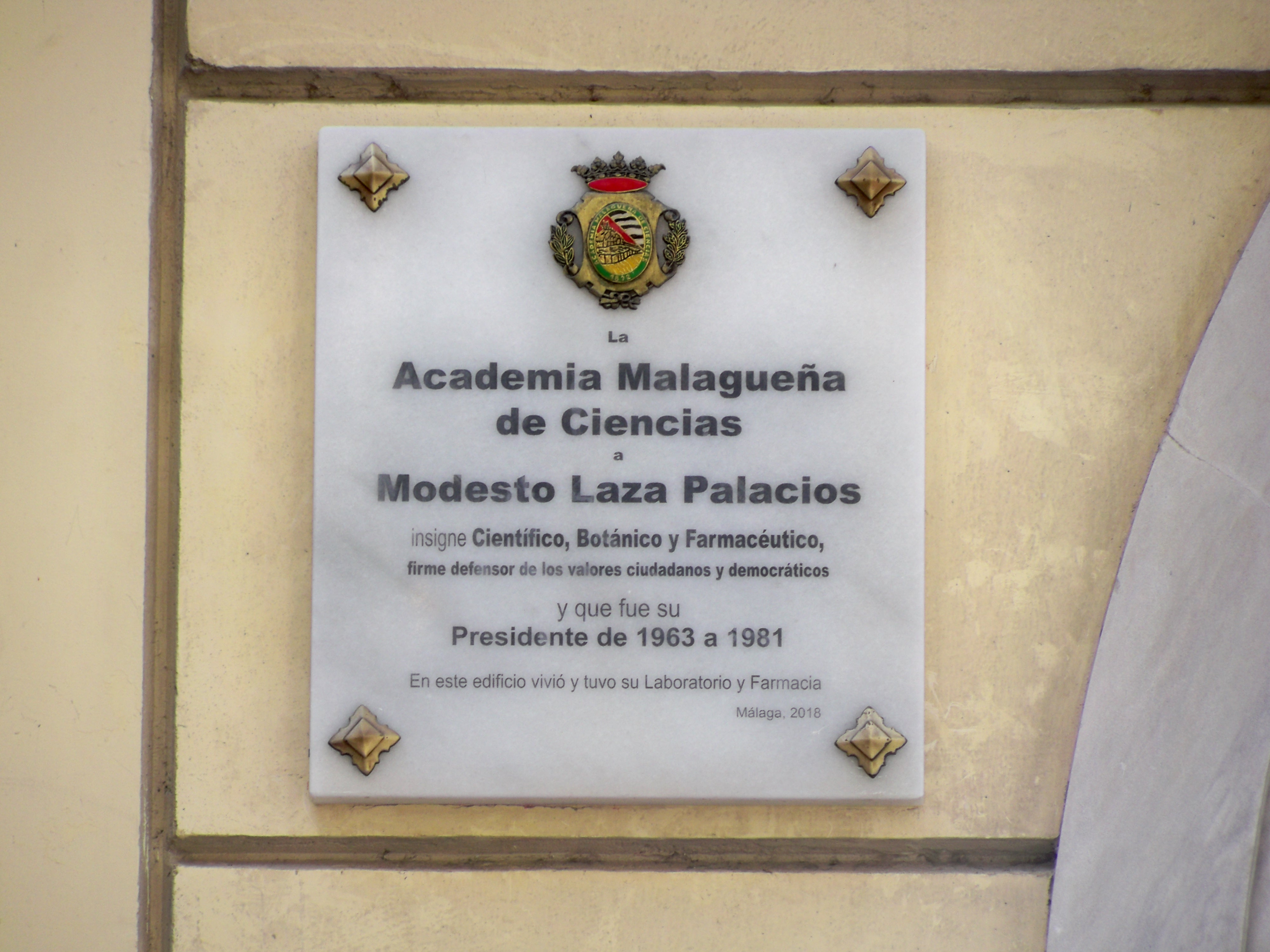
Placa conmemorativa dedicada a Modesto Laza en la calle Molina Lario.

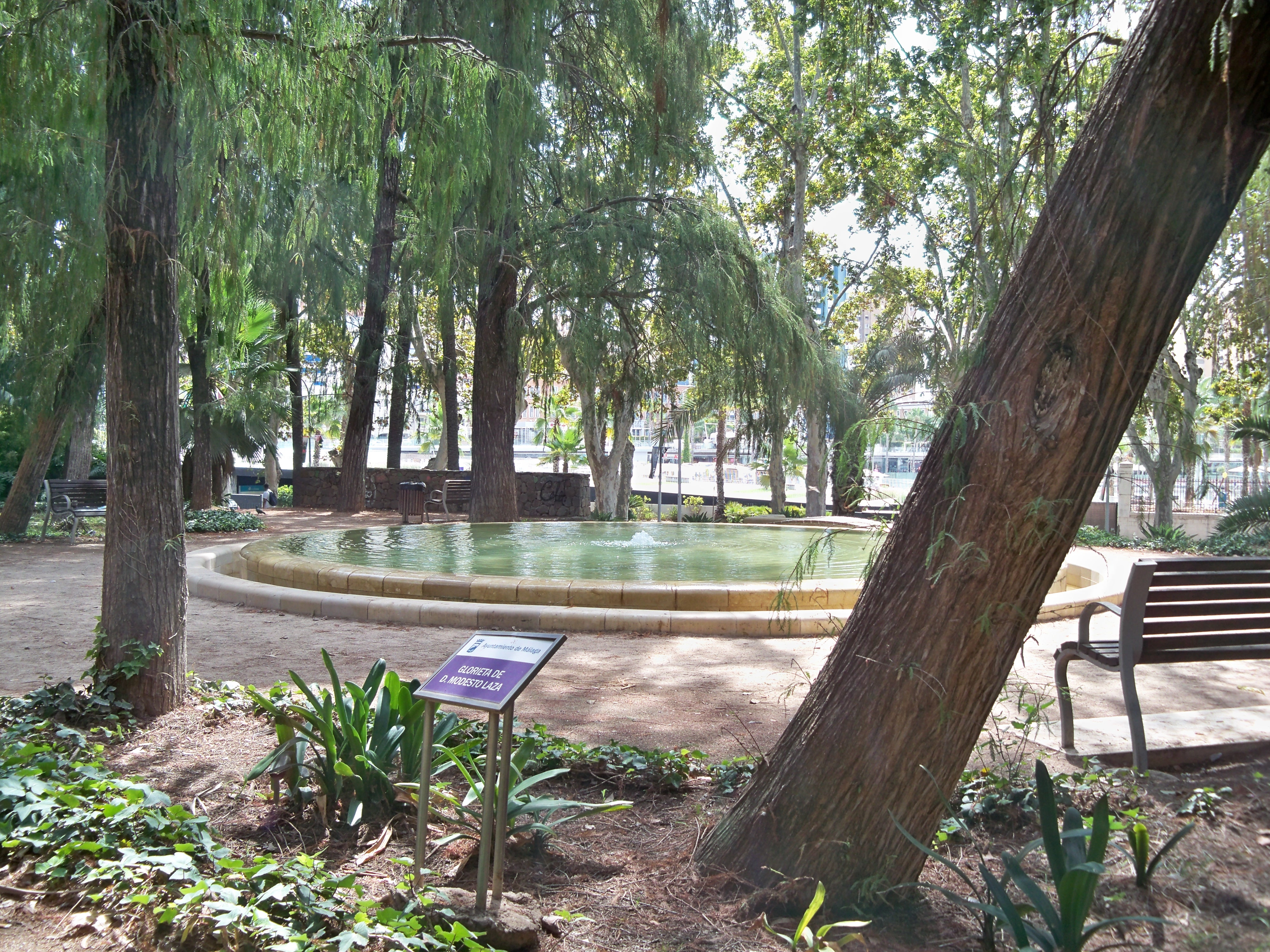
Glorieta de Don Modesto Laza en el Parque de Málaga.

Además de sus investigaciones y publicaciones sobre botánica, entre sus obras también encontramos contribuciones periodísticas y de crítica literaria.
Entre sus obras sobre botánica, probablemente la más importante fue Algunas observaciones geobotánicas en la Serranía de Ronda, publicada en 1936. Realizó una destacada contribución al conocimiento de la flora malagueña en su obra Estudio de la flora y vegetación de las sierras de Almijara y Tejada (1946). También se puede destacar Florula Farmacéutica Malacitana, publicada en 1939, discurso de ingreso en la Sociedad Malagueña de Ciencias, donde se ocupa de la flora y vegetación de la provincia de Málaga. Su obra literaria más conocida es El laboratorio de La Celestina, publicada en 1955, en la que analiza los términos mencionados en La Celestina referentes a plantas empleadas para la preparación de pócimas y ungüentos mágicos.
Algunas de sus investigaciones botánicas fueron:
- Observaciones geobotánicas en la Serranía de Ronda (1936)
- Florula Farmacéutica Malacitana (1939)
- Notas sobre un herbario de plantas andaluzas de don Simón Rojas Clemente (1942)
- Estudios sobre la flora andaluza (1942)
- Pau y la flora malacitana (1942)
- Apuntes para el estudio de la famacopea popular malagueña (1946)
- Estudio de la flora y vegetación de las sierras de Almijara y Tejada (1946)

- Miscelánea botánica retrospectiva
- Una publicación importante
- Vegetación rupícola y formaciones frutescentes de altura en la provincia de Málaga (1956)

Sobre temas literarios:
- Ungüento de las brujas
- La hidrofilia hispánica
- Fármacos afrodisíacos en un autor castizo del siglo XV
- El laboratorio de La Celestina (1955)

Y sobre temas locales malagueños:
- La Cueva del Higuerón
- Málaga y su flora ornamental (1956)
- Nuestro Parque (1973)

## Homenajes
El Ayuntamiento de Málaga le concedió la Medalla de Oro de la Ciudad y el nombramiento de Hijo Predilecto a título póstumo. También la Universidad de Málaga le concedió la Medalla de Oro de la Universidad.
En el Parque de Málaga hay una glorieta peatonal con su nombre. También cuenta con una placa conmemorativa en el número 4 de la calle Molina Larios, lugar donde vivió y donde se encontraba su farmacia y rebotica.
En Rincón de la Victoria, el colegio de educación infantil y primaria Modesto Laza Palacios lleva su nombre.